# Wendlandia proxima
Wendlandia proxima là một loài thực vật có hoa trong họ Thiến thảo. Loài này được (D.Don) DC. miêu tả khoa học đầu tiên năm 1830.